# José Borgatti
José Borgatti (Buenos Aires, 17 de septiembre de 1891 - San Miguel (Buenos Aires), 26 de octubre de 1973) fue un sacerdote católico salesiano argentino, que ejerció como obispo de Viedma durante veinte años, a partir de 1953.

## Biografía
Fue ordenado sacerdote en la orden salesiana en el año 1916, y se recibió de profesor en el Colegio Mariano Acosta. Durante muchos años fue profesor en varias escuelas salesianas, y en 1927 fundó el Colegio Salesiano de la ciudad de Corrientes, ocupando el rectorado hasta 1934.
Fue enviado a la ciudad de Viedma, donde ejerció como vicario de la diócesis de Viedma desde el mismo año de su fundación, en 1935, y fue el superior de los numerosos colegios salesianos de la Patagonia argentina.
En 1953 fue elevado al obispado diocesano de Viedma, que por entonces incluía gran parte de la Patagonia. Su mandato favoreció la continuidad de la labor educativa salesiana en la región, e incluso se fundaron nuevos colegios. En el año 1957 se creó la diócesis de Comodoro Rivadavia, de modo que el alcance de la de Viedma se limitaría en adelante a las provincias de Río Negro y Neuquén; y en 1961 se desprendió de la misma la diócesis de Neuquén.
Participó de algunas de las primeras sesiones del Concilio Vaticano II. Por razones de salud elevó su renuncia al Papa Pablo VI, que se la aceptó en abril de 1968 y designó administrador apostólico a otro salesiano, el padre Miguel Ángel Alemán. Borgatti no debió desde entonces cumplir todas las obligaciones, pero dado que el Papa no le nombró un reemplazante titular —Miguel Ángel Alemán, futuro primer obispo de Río Gallegos— siguió siendo titular de la diócesis, y ejerciendo como tal en algunas ocasiones. En tal carácter, inauguró la capilla dedicada al Beato Ceferino Namuncurá en Chimpay, en el año 1971.
Falleció mientras participaba de la reunión anual de la Asamblea Episcopal Argentina en San Miguel (Buenos Aires), en el año 1973. Dos años más tarde fue elegido para sucederle monseñor Miguel Esteban Hesayne. Sus restos descansan en la Catedral de Viedma.